# Emanuel Terry
Emanuel Terry (ur. 21 sierpnia 1996 w Birmingham) – amerykański koszykarz, występujący na pozycjach silnego skrzydłowego lub środkowego, obecnie zawodnik Stockton Kings.
W 2018 rozegrał pięć spotkań, podczas letniej ligi NBA w barwach Denver Nuggets. Rozegrał też po jednym spotkaniu przedsezonowym w barwach Nuggets i Cleveland Cavaliers.
7 lutego 2019, po usunięciu 10-dniowego kontraktu z Phoenix Suns, opuścił klub, dołączając ponownie do Sioux Falls Skyforce. 20 lutego podpisał 10-dniową umowę z Miami Heat. Po upłynięciu umowy opuścił klub.
29 lutego 2020 został zawodnikiem izraelskiego Hapoelu Jerozolima. 25 września 2021 dołączył do Sacramento Kings na czas obozu przygotowawczego. 27 grudnia 2021 zawarł 10-dniową umowę z Phoenix Suns. 4 stycznia 2022 powrócił do składu Stockton Kings.

## Osiągnięcia
Stan na 13 lutego 2022, na podstawie, o ile nie zaznaczono inaczej.
NCAA Division II
- Zawodnik roku konferencji South Atlantic (SAC – 2018)
- Obrońca roku konferencji SAC (2018)
- Laureat Bevo Francis Award (2018)
- Zaliczony do I składu:
  - NCAA Division II All-American (2018 przez NABC)
  - SAC (2018)
  - turnieju NCAA Division II Southeast Regional (2016)
- Lider konferencji South Atlantic w blokach (2016)

Indywidualne
- Uczestnik meczu gwiazd ligi tureckiej (2020)[10]